# 厳浄院
厳浄院（ごんじょういん）は、東京都文京区にある浄土宗の寺院。

## 歴史
1628年（寛永5年）、専蓮社高誉によって開山された。
元々は、田町（現・文京区西片）に位置していたが、御用地となり立ち退きを命じられたため、1654年（承応3年）に伝通院より土地を譲られ、現在地に移転した。

## 寺宝等
- 阿弥陀如来像（本尊）
- 観音菩薩坐像
- 勢至菩薩坐像
- 誕生仏立像
- 水盤
- 仏足石

## 墓所
- 山口素堂（俳人）

## 交通アクセス
- 白山駅A1出口より徒歩4分（経路案内）。